# Ahtopol Peak
Ahtopol Peak är en bergstopp i Antarktis. Den ligger i Sydshetlandsöarna. Argentina, Chile och Storbritannien gör anspråk på området. Toppen på Ahtopol Peak är 510 meter över havet.
Terrängen runt Ahtopol Peak är huvudsakligen kuperad, men åt sydost är den platt. Havet är nära Ahtopol Peak åt sydost. Trakten är glest befolkad. Närmaste befolkade plats är St. Kliment Ohridski Base, 14,5 kilometer sydväst om Ahtopol Peak. 